# Рорако (Кунео)
Рорако је насеље у Италији у округу Кунео, региону Пијемонт.
Према процени из 2011. у насељу је живело 110 становника. Насеље се налази на надморској висини од 549 м.